# ليهي لبيد
ليهي لبيد (بالعبرية: ליהיא לפיד) (12 مايو 1968 -) كاتبة ومصورة صحفية وكاتبة عمود إسرائيلية. وهي ناشطة في مجال حقوق ذوي الإعاقة، وزوجها يائير لبيد رئيس وزراء إسرائيل السابق.

## النشأة والتعليم
ولدت باسم ليهي مان (ליהיא מן)، ونشأت في عراد بإسرائيل. عائلتها من أصل يهودي أشكنازي ينحدرون من بولندا وألمانيا والنمسا. التحقت ليهي بمدرسة ثيلما يلين الثانوية للفنون، ومدرسة كاميرا أوبسكورا للفنون، وجامعة تل أبيب.

## الحياة المهنية
عملت ليهي مصورةً لوكالة بامهاني أثناء خدمتها في الجيش الإسرائيلي، ثم كاتبة عمود في صحيفة يديعوت أحرونوت مُدة 15 عامًا. وفي أبريل 2019 أقالتها الصحيفة بعد أن أخذت إجازة للترويج لحملتها الانتخابية لصالح زوجها، وفي عام 2008 ألفت رواية ومذكرات بعنوان «نساء الشجاعة».
ليهي ناشطة نسوية ومناصرة لذوي الإعاقة. ولها ابنة مصابة بالتوحد. ترأس ليهي منظمة «شيكل»، وهي منظمة مجتمعية لذوي الاحتياجات الخاصة.

## الحياة الشخصية
التقت ليهي بزوجها المستقبلي يائير لبيد أثناء خدمتها في الجيش الإسرائيلي. ولهما ابن وابنة ويقيمون في رامات أفيف جيميل بتل أبيب. تعرضت ليهي للإجهاض مرتين وظلت في الفراش مدة ستة أشهر قبل أن تلد ابنها.

## وصلات خارجية
- الموقع الرسمي